# HD 24640
HD 24640，又名BD+34 768，SAO 56824、HR 1215，是一颗恒星，视星等为5.49，位于銀經160.47，銀緯-13.97，其B1900.0坐标为赤經3h 50m 1.8s，赤緯+34° -13.97′ 19″。